# 다비드 게타
피에르 다비드 게타(프랑스어: Pierre David Guetta, 1967년 11월 7일 ~ )는 프랑스의 음악 프로듀서이자, 디스크 자키이다. 1980년대와 1990년대에는 나이트 클럽에서 DJ를 했었고 2002년에 그의 첫 앨범인 《Just a Little More Love》를 발매하였다. 후에, 2004년에는 《Guetta Blaster》, 2007년에는 《Pop Life》, 2009년에는 《One Love》, 2010년에는 《One More Love》, 2011년에는 《Nothing But The Beat》의 6개의 정식 앨범과, 그밖에 전 세계적으로 사랑받았던 여러 싱글 앨범들을 발매했다. 그리고 같은 해에 DJ MAG에서 TOP 100 DJ 중에서 1위에 올랐다.

## 디스코그래피

### 정규 앨범
- 《Just a Little More Love》 (2002)
- 《Guetta Blaster》 (2004)
- 《Pop Life》 (2007)
- 《One Love》 (2009)
- 《One More Love》 (2010)
- 《Nothing But The Beat》 (2011)
- 《Listen》 (2014)
- 《7》 (2018)

## 수상 및 노미네이션

### 그래미상
- Record of the Year 부문[2]
  - "I Gotta Feeling"(with The Black Eyed Peas)
- Best Dance Recording 부문, Best Remixed Recording, Non-Classical 부문
  - "When Love Takes Over"(with 켈리 롤랜드)
- Best Electronic/Dance Album 부문
  - One Love